# Đông Hà
Đông Hà wymowaⓘ – miasto i stolica prowincji Quảng Trị, w regionie Północne Wybrzeże Centralne w Wietnamie. W 2008 roku ludność Đông Hà wynosiła 18 023 mieszkańców.